# Музей эсперанто (Свитави)
Музей эсперанто в Свитави — представляет собой часть городского музея в городе Свитави, Чехия. Посвящён истории движения эсперантистов. Был открыт в сентябре 2008 года.

## Расположение
Музей располагается в историческом здании города, в доме Оттендорфера, который был построен в 1892 году Валентином Освальдом Оттендорфером, американским меценатом, рождённым в Свитави. Германо Вандерлей, архитектор из города Брно, спроектировал дом, в котором располагается музей, а мэр Фридрих Сандер поручил строительство здания Иоганну Биру.
Дом известен также как Красная библиотека, поскольку кирпичи, из которых сложены его стены, имеют красный цвет.

## Основное назначение дома
В доме размещена публичная библиотека с 7400 книгами на немецком языке, которая впоследствии расширилась в коллекцию состоящую из 22 000 томов. Во времена Австро-Венгрии город был преимущественно немецкоязычным.
На верхнем этаже здания располагается конгресс-холл в котором проходят форумы, концерты, спектакли и лекции.
Коллекция книг на немецком языке считается достаточно полной, Оттендорфер хотел, чтобы качественная литература была доступна для широкой публики. Он надеялся, что другие города будут следовать этой модели. Затем он решил каталогизировать коллекцию по десятичной классификации Дьюи.
Во время Второй мировой войны большинство книг было расхищено.

## Основание музея эсперанто
На первом этаже дома Оттендорфера было пустое помещение, которое принадлежало музею. Местные эсперантисты предложили директору музея и городскому главе создать экспозицию об истории движения эсперанто.
Идея была принята положительно. Они не только договорились с министерством культуры, но и получили финансовую поддержку на ремонт и меблировку помещения. Значительную часть работ провело местное сообщество эсперанто, также помощь была оказана Чешской ассоциацией эсперанто и энтузиастами из-за рубежа.
Городской музей заимствовал бюст Заменгофа, создателя языка эсперанто, и много книг из соседнего города Ческа-Тршебова, который имел наибольшую коллекцию книг на языке эсперанто в Чехии. Там книги хранились в архиве и выдавались через запросы, в Свитави же сейчас они выставляются для широкой публики.

## Музей
Книги на языке эсперанто демонстрируются отсортированными по темам в семи макетах закрытых стеклом. В музее также представлены современные книги, которые можно приобрести. Под макетами находится закрытое пространство с книжными полками, в которых стоят книги на языке эсперанто.
В музее представлены и другие экспонаты связанные с языком эсперанто. Цифровая часть музея представлена на интерактивном мониторе, который принимает запросы от посетителей и более подробно рассказывает о том или ином экспонате музея.

## События
В октябре 2011 года в музее состоялась «Эсперанто Викимания» — мероприятие по случаю 10-й годовщины Википедии на языке эсперанто.